# Liste der Biografien/Fischel
Liste der Biografien |
Portal Biografien |
Personensuche
# |
A |
B |
C |
D |
E |
F |
G |
H |
I |
J |
K |
L |
M |
N |
O |
P |
Q |
R |
S |
T |
U |
V |
W |
X |
Y |
Z |
?
 
Fa |
Fe |
Ff |
Fh |
Fi |
Fj |
Fk |
Fl |
Fm |
Fn |
Fo |
Fr |
Ft |
Fu |
Fy
 
Fia |
Fib |
Fic |
Fid |
Fie |
Fif |
Fig |
Fih |
Fii |
Fij |
Fik |
Fil |
Fim |
Fin |
Fio |
Fip |
Fiq |
Fir |
Fis |
Fit |
Fiu |
Fiv |
Fix |
Fiz
 
Fisa |
Fisb |
Fisc |
Fise |
Fish |
Fisi |
Fisk |
Fisl |
Fism |
Fiso |
Fisq |
Fiss |
Fist |
Fisu |
Fisz
 
Fisce |
Fisch |
Fiscu
 
Fischa |
Fischb |
Fischd |
Fische |
Fischg |
Fischh |
Fischi |
Fischl |
Fischm |
Fischn |
Fischo |
Fischt
 
Fisched |
Fischel |
Fischen |
Fischer |
Fischet
Die Liste der Biografien führt alle Personen auf, die in der deutschsprachigen Wikipedia einen Artikel haben. Dieses ist eine Teilliste mit 12 Einträgen von Personen, deren Namen mit den Buchstaben „Fischel“ beginnt.

## Fischel
- Fischel, Alfred (1868–1938), österreichischer Embryologe
- Fischel, Eduard (1826–1863), deutscher Publizist und Schriftsteller
- Fischel, Henry Albert (1913–2008), deutschamerikanischer Judaist
- Fischel, Hermann von (1887–1950), deutscher Admiral im Zweiten WeltkriegHermann von Fischel (1887–1950)

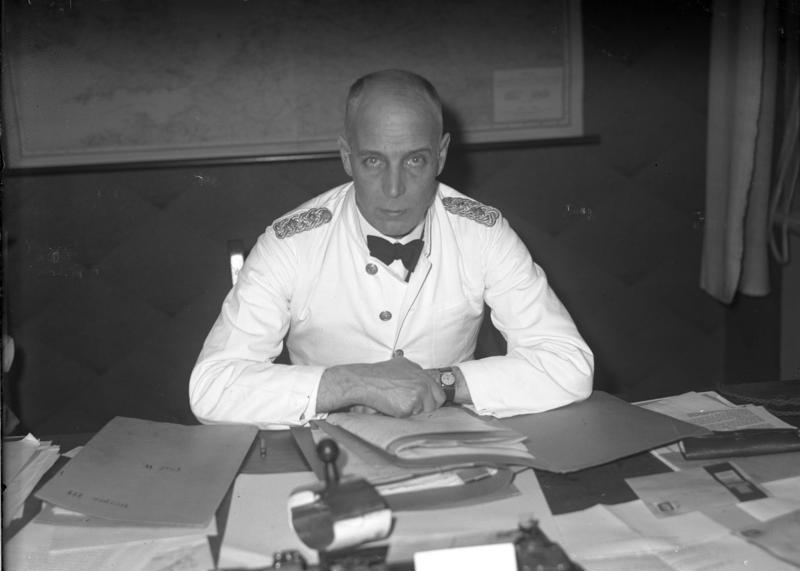
Hermann von Fischel (1887–1950)

- Fischel, Julius (1819–1912), deutscher Rechtsanwalt und Justizrat, Ehrenbürger von Koblenz
- Fischel, Lilli (1891–1978), deutsche Kunsthistorikerin
- Fischel, Lola (1914–2009), Überlebende des Holocaust
- Fischel, Max von (1850–1929), deutscher Admiral
- Fischel, Oskar (1870–1939), deutscher Kunsthistoriker
- Fischel, Siegmund (1909–1972), deutscher Landesverbandsvorsitzender der Jüdischen Gemeinden von Niedersachsen
- Fischel, Werner (1900–1977), deutscher akademischer Vertreter der Ethologie
- Fischel, Wilhelm (1851–1910), böhmischer Gynäkologe